# 더 재킷
《더 재킷》(영어: The Jacket)은 미국과 독일에서 제작된 존 메이버리 감독의 2005년 SF 심리 스릴러 영화이다. 미국 작가 잭 런던의 1915년 소설 〈The Star Rover〉(영국에서는 The Jacket이라는 제목으로 출간)에 일부 기초하였다. 에이드리언 브로디, 키라 나이틀리 등이 출연하였고, 피터 구버 등이 제작에 참여하였다.

## 출연진
- 에이드리언 브로디
- 키라 나이틀리
  - 로라 머라노
- 크리스 크리스토퍼슨
- 제니퍼 제이슨 리
- 켈리 린치
- 브래드 렌프로
- 대니얼 크레이그
- 브렌던 코일
- 매켄지 필립스
- 제이슨 루이스
- 에인절 콜비
- 케리 셰일
- 개릭 헤이건
- 피시

## 기타 제작진
- 공동 제작: 마크 프라이드먼, 마크 로코, 키아 잼, 도널드 C. 매키언, 필립 매키언, 앤드레이어스 슈미드
- 공동 총괄 제작: 피터 매컬리스
- 배역: 러레이 메이필드, 니나 골드
- 미술: 앨런 맥도널드
- 의상: 더글러스 홀